# 2021年のグランプリ・オブ・ジ・アメリカズ
2021年のグランプリ・オブ・ジ・アメリカズは、ロードレース世界選手権の2021年シーズン第15戦として、10月3日にアメリカ合衆国テキサス州オースティンのサーキット・オブ・ジ・アメリカズで開催された。